# Eritropoeza
Eritropoéza ali eritrocitopoéza je proces zorenja rdečih krvničk (eritocitov). Pred rojstvom poteka v jetrih, vranici in kostnem mozgu, po rojstvu pa le še v kostnem mozgu. Stimulira jo hormon eritropoetin, ki ga pri pomanjkanju kisika v tkivih (hipoksiji) izločajo ledvice. Motnje eritropoeze se kažejo kot anemija (slabokrvnost).

## Diferenciacija celic
Vse predstopnje krvnih celic nastanejo iz mezenhimskih celic, ki se lahko pretvorijo v katerokoli krvno celico in se zato imenujejo pluripotentne matične celice. Pod vplivom različnih rastnih dejavnikov se pluripotentna matična celica diferencira v multipotentno mieloično celico (iz nje se lahko nadalje tvorijo vse krvne celice razen limfocitov). Pri procesu eritropoeze diferenciacija nadalje poteče do usmerjene eritoblastne matične celice. Iz nje nastane pronormoblast, ta pa preko bazofilnega, polikromatičnega in ortokromatičnega normoblasta do retikulocita. Retikulociti zapustijo kostni mozeg ter v krvnem obtoku dokončno dozorijo do zrelega eritrocita.
Pronormoblast je prva morfološko prepoznavna celica rdeče vrste velikosti približno 25 μm. Jedro zavzema skoraj vso celico in vsebuje eno ali več jedrc. Kromatin je enakomerno mrežast. Citoplazma je modre barve, ob robovih je svetlejša.
Bazofilni normoblast je manjši od pronormoblasta, v jedru pa tudi ni več jedrc. Kromatin je gostejši in se združuje v velike grude. Citoplazma je enakomerno modra zaradi velikega števila ribosomov.
Polikromatični normoblast je velikosti od 8 do 15 μm. Citoplazma je vijoličaste barve zaradi večje koncentracije hemoglobina. Jedro je od predhodnika manjše, grude kromatina so manj številne in temnejše barve.
Ortokromatični normoblast (velikost od 7 do 10 μm) ima majhno, homogeno (enojno) in piknotično (gosto) jedro. Barva citoplazme je podobna eritrocitovi. Ta vrsta celice nima več sposobnosti sinteze DNK in s tem tudi ne nadaljnje delitve.
Retikulocit nastane takrat, ko ortokromatični normoblast popolnoma dozori in izloči jedro. Je nekoliko večji od eritrocitov. Zapusti kostni mozeg in v krvi približno en dan po izhodu iz rdečega kostnega mozga dozori v eritrocit. 